# Primavera de Rondônia
Primavera de Rondônia is een gemeente in de Braziliaanse deelstaat Rondônia. De gemeente telt 3.765 inwoners (schatting 2009).

## Geografie
De gemeente grenst aan Pimenta Bueno, São Felipe d'Oeste en Parecis.